# Michelle de Saubonne
Michelle du Fresne dite de Saubonne (* 1485; † 1549 in der Saintonge), Dame de Soubise, war eine französische protestantische Adlige, Hofdame und Humanistin. Am Hof war sie Sekretärin und später Kammerfrau der Königin Anne de Bretagne und Gouvernante von deren Tochter Renée de France. Als Humanistin war sie die femina cordatissima von Guillaume Budé, führte sie Jean Marot, den Vater von Clément Marot, bei der Königin ein, und war eine der ersten Beschützerinnen von Bernard Palissy.
Ihr Leben und ihre Genealogie sind uns durch die Schriften des Mathematikers François Viète bekannt, der der Sekretär ihres Sohnes war.

## Leben
Michelle de Saubonne war Tochter von Denis de Saubonne, Seigneur du Fresnes-Coudray, und Blanche de Fontenaye. 1503 ist ihre Anwesenheit am Hof Ludwigs XII. durch eine Urkunde belegt, in der von Teilen die Rede ist, die an Mademoiselle Michelle de Saubonne geliefert wurden, um sie an die Königin von Ungarn zu schicken.
Im Jahr 1505 wurde sie ausgewählt, um der Königin als Fille d’honneur zu dienen. Sie war für die Ringe, die Wäsche und den Schmuck Anne de Bretagnes zuständig, wurde bald ihre Sekretärin, und teilte sich diese Aufgabe mit Hélène de Laval. Um 1506 ließ sie Jean Marot, dessen Gedichte sie schätzte, in den Dienst der Königin treten. Auch den Dichter und Historiker Jean Lemaire de Belges stellte sie ihr vor.
Michelle de Saubonne teilte den Geschmack der Königin. Marot drückt es wie folgt aus: Literatur liebend, exquisite Kenntnisse, Tugenden, die den Himmel durchdringen, freie Künste & solche, die geübt werden.
1507 heiratete sie Jean IV. de Parthenay, Seigneur de Soubise, dessen zweite Frau sie wurde. Fünf Jahre später starb er und ließ sie mit drei Töchtern und schwanger mit dem einzigen Sohn zurück. Durch diesen Sohn, Jean V. de Parthenay, Seigneur de Soubise, der 1512 postum geboren wurde, wurde sie zur Großmutter Catherine de Parthenays.
Ludwig XII. machte sie 1510 zur Gouvernante seiner neugeborenen Tochter Renée de France, die Königin wiederum ernannte sie kurz vor ihrem Tod (9. Januar 1514) zur Hofdame Renées. Bei den Streitigkeiten, die den Hof spalteten, hatte sie auf der Seite Anne de Bretagnes und gegen deren Rivalin Luise von Savoyen gestanden. Als diese nach dem Tod Ludwigs XII. (1. Januar 1515) Regentin wurde und damit begann, zugunsten ihren eigenen Tochter Margarete gegen ihre Stieftochter Renée und deren Umgebung zu intrigieren, zog sich Michelle de Saubonne Mitte 1515 vom Hof auf ihr Schloss Le Parc-Soubise zurück. Dort ließ sie ihre Kinder humanistisch erziehen, so dass ihr Sohn Jean später als einer der gebildetsten jungen Männer seiner Zeit galt.
Dreizehn Jahre später, als Renée de France im Juni 1528 Ercole II. d’Este heiratete, kehrte Michelle de Saubonne an den französischen Hof zurück. Sie begleitete im September die Prinzessin nach Ferrara und nahm ihren Sohn und zwei ihrer Töchter mit. Die Familie blieb knapp acht Jahre in Italien, Madame de Soubise diente hier als Gouvernante der Kinder der Herzogin, und kehrte im März 1536 nach Frankreich zurück, als alle Franzosen am Hof Ercoles II. aus Ferrara vertrieben wurden. Clément Marot verfasste eine Epistel, in der er die Abreisen Madame de Soubises ankündigt, die von Ferrara aus nach Frankreich zurückkehrt.
Nach ihrer Rückkehr in die Saintonge war sie zusammen mit ihrer Tochter, ihrem Schwiegersohn, dem Sire de Pons, und ihrem Sohn für die Verbreitung des Protestantismus in der Saintonge und im Bas-Poitou verantwortlich.
Michelle de Saubonne starb 1549, wenige Tage nach ihrer Tochter Anne.